# The Girl I Like Forgot Her Glasses
The Girl I Like Forgot Her Glasses (jap.: 好きな子がめがねを忘れた Suki na Ko ga Megane wo Wasureta) ist eine Mangareihe von Mangaka Kōme Fujichika, die in Japan von 2018 bis 2024 erschien. Die romantische Komödie wurde 2023 als Anime umgesetzt und auch international veröffentlicht.

## Inhalt
Mittelschüler Kaede Komura (小村 楓) ist in seine Sitznachbarin Ai Mie (三重 あい) verliebt. Die ist zerstreut und vergisst deswegen auch regelmäßig ihre Brille. Ohne die kann sie ihre Umgebung kaum erkennen und stellt so noch mehr Missgeschicke als sonst an. Komura findet gerade das besonders süß an ihr und steht gern als ihr Helfer bereit. Schließlich kann er ihr so näher kommen und Mie besser kennenlernen. Mit der Zeit merkt aber auch sie, dass Komura nicht nur hilfsbereit ist, sondern mehr für sie empfindet, und auch sie ihn besonders gern hat.

## Veröffentlichung
Die Serie erschien von November 2018 bis April 2024 im Magazin Gangan Joker beim Verlag Square Enix. Dieser brachte die Kapitel auch gesammelt in insgesamt zwölf Bänden heraus. Im August 2023 war in Japan eine Gesamtauflage von über 1 Million Exemplaren in Umlauf.
Eine deutsche Übersetzung von Ichika Watanabe wird seit August 2023 vom Verlag Dokico in bisher fünf Bänden herausgegeben (Stand: Februar 2025). Auf der Plattform Manga Up! erscheint eine englische Fassung des Mangas.

## Animeserie
Beim Studio GoHands entstand unter der Regie von Susumu Kudo und Katsumasa Yokomine eine 13-teilige Umsetzung des Mangas als Anime-Fernsehserie. Die Drehbücher schrieb Tamazo Yanagi und das Charakterdesign stammt von Takayuki Uchida. Für den Ton war Hisashi Muramatsu verantwortlich, Produzent war Hirofumi Nakanishi.
Der Anime wurde erstmals im Januar 2023 angekündigt. Die je 24 Minuten langen Folgen wurden vom 4. Juli bis 26. September 2023 von den Sendern Tokyo MX, MBS und BS Asahi in Japan gezeigt. International erfolgte parallel die Veröffentlichung auf der Plattform Crunchyroll per Streaming. Dazu wurden unter anderem Untertitel auf Deutsch, Englisch, Spanisch und Französisch angeboten.

### Synchronisation
| Rolle         | Japanische Stimme (Seiyū) |
| ------------- | ------------------------- |
| Kaede Komura  | Masahiro Itou             |
| Ai Mie        | Shion Wakayama            |
| Ren Azuma     | Ryohei Kimura             |
| Narumi Someya | Shino Shimoji             |

### Musik
Die Musik der Serie stammt von Jimmy Thumb P. Der Vorspann ist unterlegt mit Name von Tsuzuri und das Abspannlied ist Megane-Go-Round (メガネゴーラウンド) von Masayoshi ga Megane o Wasureta.